# مفطورة حلقية
مفطورة حلقية (بالإنجليزية: Mycoplasma faucium)‏ هي نوع من البكتيريا، سلبية الغرام، تتبع المفطورة.